# فرناندو غوميز (لاعب كرة قدم برتغالي)
فرناندو غوميز (بالبرتغالية: Fernando Soares Gomes da Silva‏) هو لاعب كرة قدم برتغالي، ولد في 21 فبراير 1952.